# Бенешть (Беліу, Арад)
Бенешть, Бенешті (рум. Benești) — село у повіті Арад в Румунії. Входить до складу комуни Беліу.
Село розташоване на відстані 394 км на північний захід від Бухареста, 66 км на північний схід від Арада, 124 км на захід від Клуж-Напоки, 104 км на північний схід від Тімішоари.

## Населення
За даними перепису населення 2002 року у селі проживали 118 осіб, з них 114 осіб (96,6%) румунів. Рідною мовою 115 осіб (97,5%) назвали румунську.